# Les Ordons
Les Ordons (Les Rangiers) est un sommet (995 m) du Jura suisse faisant partie du canton du Jura. Il se situe au nord de Delémont et à l'est de Porrentruy.
Il offre une vue panoramique s'étendant jusqu'aux Alpes, à la chaîne du Jura, une partie de la Franche-Comté, la plaine d'Alsace, les Vosges et la Forêt-Noire.
Le sommet des Ordons accueille un émetteur de télévision géré par Swisscom Broadcast pour le compte de SRG SSR Idée Suisse.

Panorama depuis l'émetteur des Ordons.

## Caractéristiques de l'émetteur
Télévision :

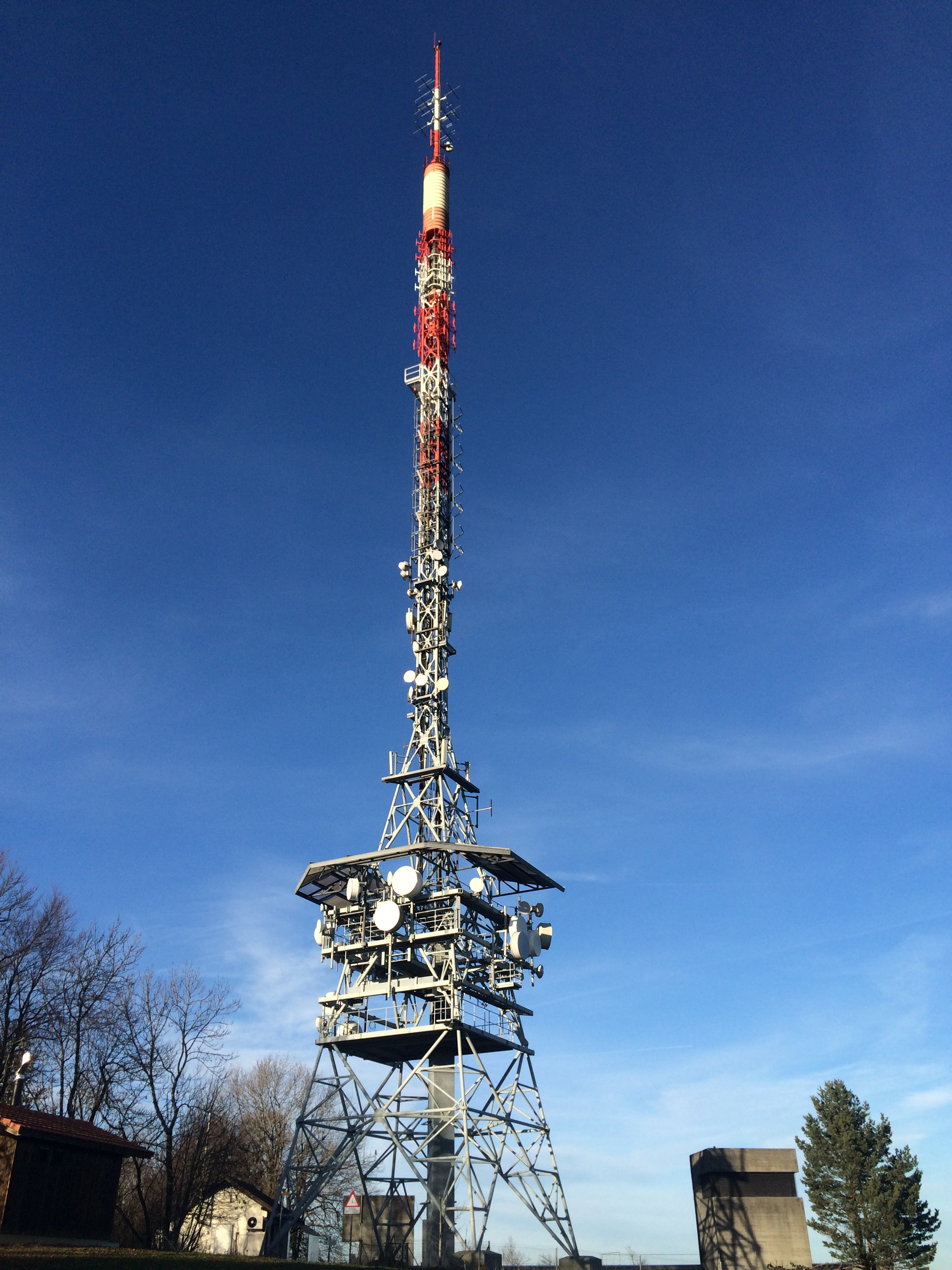
L'émetteur des Ordons.

- TNT : canal 56V depuis le 30 décembre 2006 (SFN pour tous les émetteurs de la zone Jura). Le diagramme de rayonnement de cet émetteur a été corrigé le 8 février 2008.

Dans le cadre de la redistribution du spectre des fréquences UHF, avec l'introduction de la 4G, en mars 2016 le canal d'émission est passé du canal 56 au 30 avec une réduction non négligeable de sa puissance d'émission.
À l'époque de l'analogique :
- TSR 1 : canal 7H (z : 1 050 m P : 4,5 kW) jusqu'au 25 mars 2008
- TSR 2 : canal 34H (z : 1 060 m P : 14 kW) jusqu'au 25 mars 2008

Niveaux observés en analogique, avec une antenne VHF 10 éléments, émetteur à vue :
- à Belfort, 38 km, 72  dBµV ;
- à Mulhouse, 40 km, 70 dBµV ;
- à Colmar, 75 km, 65 dBµV.
- En UHF, canaux 31H et 34H, les niveaux sont sensiblement les mêmes avec un antenne de 14 dB.

## Tourisme
Le sommet des Ordons est accessible quasiment jusqu'à une centaine de mètres de l'émetteur par une route goudronnée, entre Develier et Bourrignon. De nombreux sentiers de randonnée conduisent également au sommet, comme par exemple par le parcours no 453 « Chemin du 100e du CAS Jura », qui mène de Saint-Ursanne à Lucelle.